# Ловина

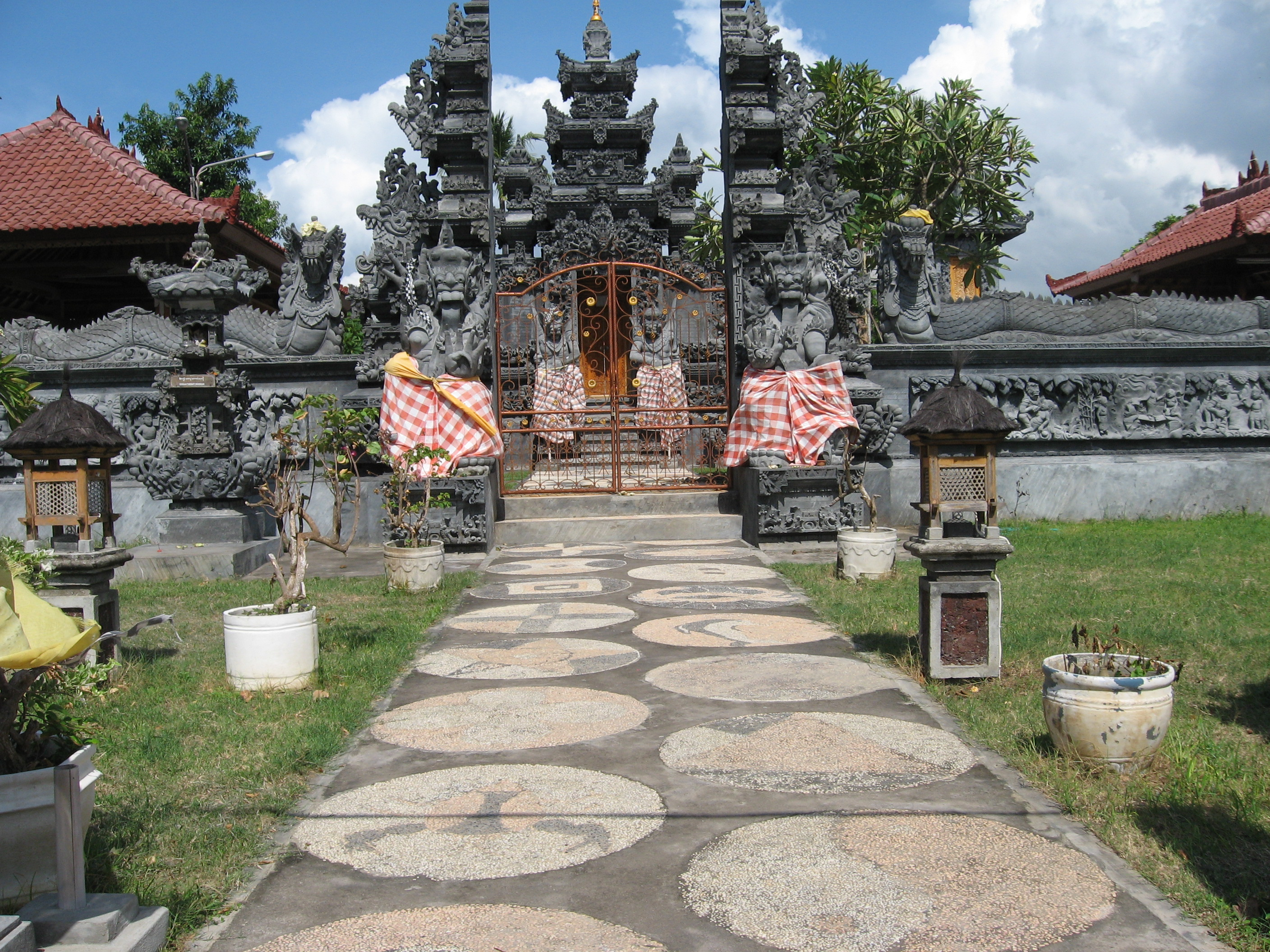
Храм в Ловине

Ловина (индон. Lovina) — курорт на острове Бали в Индонезии. Популярные туристические развлечения — дайвинг, снорклинг и наблюдение за дельфинами. Располагается на севере острова в округе Булеленг, примерно в восьми километрах от окружной столицы Сингараджа. До развития туризма на месте города находились несколько рыбацких деревень, которые позже срослись. Особенностью Ловины является розовый тротуар на набережной, по которому можно определить, где Ловина начинается, а где кончается. Центр Ловины находится в бывшей деревне Калибукбук.
Название курорта состоит из двух слов — английского Love и балийского Ina, что значит мать. Имя месту дал Панджи Тисна, регент Булеленга. По его словам, оно значит «любящая мать» или, более символично, «любящая Мать Земля».